# Women and Children Last
Women and Children Last è il secondo album dei Murderdolls, pubblicato nel 2010 dalla Roadrunner Records.

## Tracce
Testi e musiche di Joey Jordison e Wednesday 13.
1. The World According to Revenge (Intro) – 1:22
2. Chapel of Blood – 3:09
3. Bored 'Til Death – 3:09
4. Drug Me to Hell – 2:59
5. Nowhere – 4:21
6. Summertime Suicide – 4:07
7. Death Valley Superstars – 3:44
8. My Dark Place Alone – 2:59
9. Blood Stained Valentine – 4:18 (Joey Jordison, Wednesday 13 e Mick Mars)
10. Pieces of You – 2:31
11. Homicide Drive – 3:22
12. Rock N Roll is All I Got – 3:32
13. Nothing's Gonna Be Alright – 2:36
14. Whatever You Got, I'm Against It – 3:12
15. Hello, Goodbye, Die – 2:17

Tracce bonus della Special Edition
1. Motherfucker See, Motherfucker Do – 2:57
2. The Funeral Ball – 3:43
3. A Moment of Violence – 1:58

## Formazione
- Wednesday 13 – voce, chitarra, basso
- Joey Jordison – chitarra, batteria
- Roman Surman – chitarra